# Akf Bank
Die deutsche akf bank GmbH & Co KG (für „Allgemeine Kauf Finanz“, Eigenschreibweise akf bank) mit Sitz in Wuppertal wurde 1968 vom Vorwerk-Konzern zur Absatzfinanzierung gegründet. Die Unternehmensgruppe besitzt 100 Prozent der Bank.

## Unternehmen
Das Finanzprodukt-Portfolio der akf bank, der akf leasing und der akf servicelease umfasst verschiedene Kreditformen, Leasingvarianten, Mietkauf und Factoring zur Optimierung betrieblicher Liquidität. Darüber hinaus bietet die akf bank Privatkunden Geldanlageprodukte.
Die akf bank ist seit über 55 Jahren in unterschiedlichen Branchen aktiv. Dazu zählen die Metall- und Kunststoffindustrie sowie die Druck- und Papierverarbeitung ebenso wie Hersteller und Händler von Pkw, Nutzfahrzeugen, Yachten und Agrartechnik. Die Neuausleihungen im Geschäftsjahr 2023 betrugen 1.082,3 Mio. € (Vorjahr 1.045,5 Mio. €). Somit haben sich die Neuausleihungen insgesamt innerhalb der Prognosen entwickelt. Das Volumen der Einlagen betrug zum Bilanzstichtag 1.893,3 Mio. Euro. Die akf-Gruppe beschäftigt 497 Mitarbeiter. Ihr Hauptmarkt ist Deutschland. Gesellschafter ist der Familienkonzern Vorwerk.